# Rheinkomet

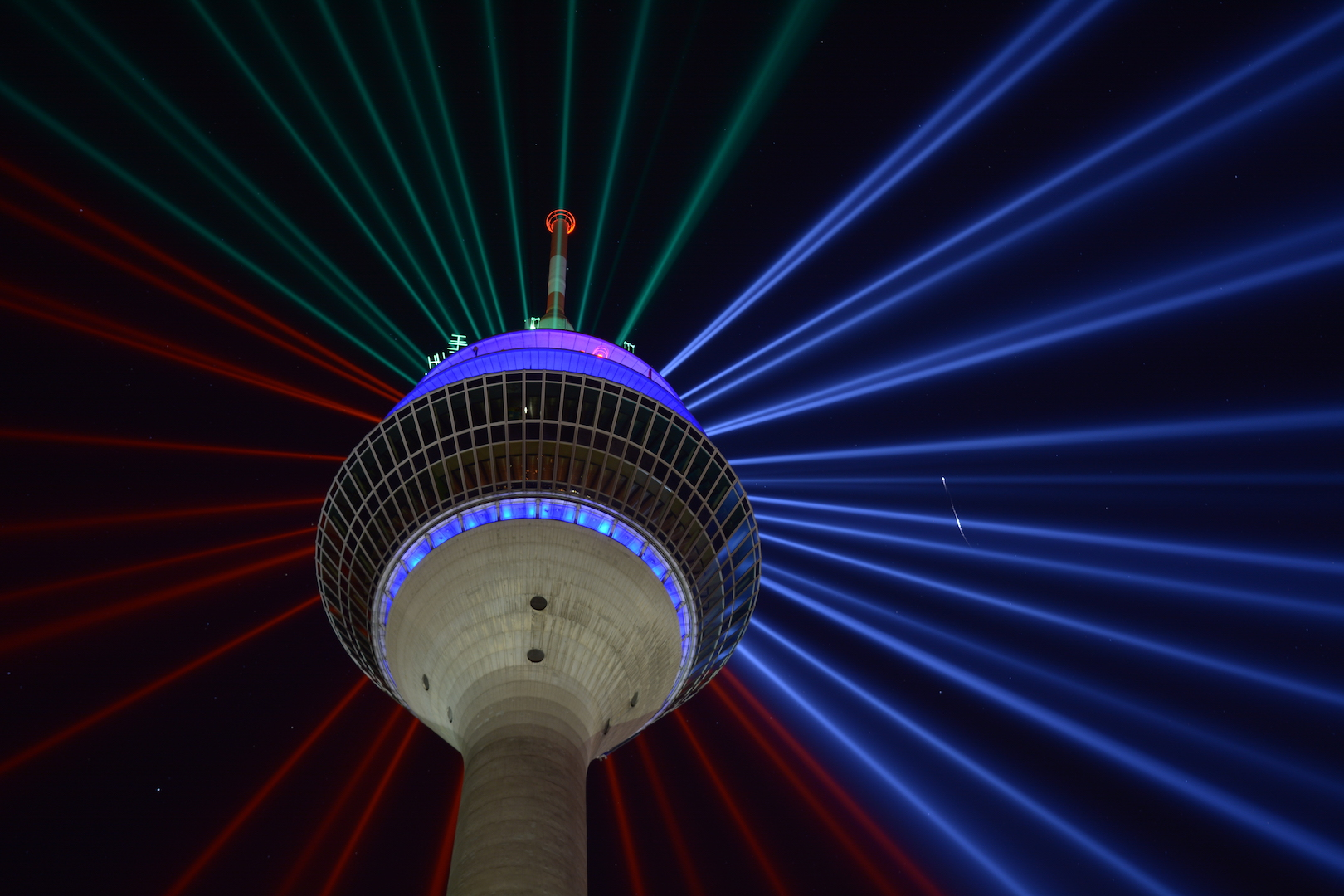
Rheinturm Düsseldorf: Beleuchtung zur 70-Jahr-Feier des Landes Nordrhein-Westfalen

Der Rheinkomet ist eine im Jahr 2016 aufgebaute Lichtinstallation auf dem Rheinturm in Düsseldorf. Die Installation umfasst 56 Xenon-Gasentladungslampen, die auf einer Höhe von 195 Metern einzeln bewegt und gesteuert werden können. Sie wurde anlässlich der 70-Jahr-Feier der Gründung des Bundeslandes Nordrhein-Westfalen in Betrieb genommen. Die Installation entwarf der Lichtkünstler Klaus Gendrung im Auftrag der Düsseldorfer Bürgerstiftung DUS-illuminated. Sie enthielt die stärkste gebündelte Lichtabstrahlung weltweit und löste damit den Lichtstrahl am Hotel Luxor in Las Vegas ab.
Zunächst war die Installation nur für das Jubiläum vorgesehen. Wegen des hohen öffentlichen Zuspruchs wird nun daran gearbeitet, sie dauerhaft einzurichten und zu besonderen Anlässen einzusetzen. Es gibt jedoch auch Kritiker, die auf das Problem der Lichtverschmutzung hinweisen.